# きんさんぎんさん
きんさんぎんさんは、長寿であった成田 きん（なりた きん、1892年〈明治25年〉8月1日 - 2000年〈平成12年〉1月23日、満107歳没）と蟹江 ぎん（かにえ ぎん、1892年8月1日 - 2001年〈平成13年〉2月28日、満108歳没）の双子姉妹の愛称である。
姉妹ともに100歳を過ぎても元気であったことからマスメディアに注目され、テレビ出演やCDデビューを果たした。その姿は「理想の老後像」と言われ、1990年代の日本において国民的な人気を誇った。二人は当時の史上最高齢の双子（満107歳175日〈107歳5か月〉、成田きん没時）であり、二人の没後もこの双子長寿記録は2021年（令和3年）4月まで破られなかった。

## 姉妹
旧姓はいずれも矢野（やの）。
成田 きん（なりた きん）
双子の姉。1892年（明治25年）8月1日に生まれ、2000年（平成12年）1月23日に死去。107歳没。身長130cm、体重28kg。
蟹江 ぎん（かにえ ぎん）
双子の妹。1892年（明治25年）8月1日に生まれ、2001年（平成13年）2月28日に死去。108歳没。身長130cm、体重30kg。
戸籍上はぎんが妹であるが、先に出生したのはぎんである。出生当時でも法（太政官令）に従えばぎんが姉になっていたが、当時、双子は母親の胎内の奥にいた子の方が先に発生したものと考えられていたことから、双子のうち後から出生した方を兄および姉とする慣習が強かったため、ぎんが妹にされたという。

## 来歴
愛知県愛知郡鳴海村（現在の名古屋市緑区）出身で、矢野家の長女および次女として生まれた。きんとぎんの2人が一卵性双生児であることは検査で確認されており、血液型も両者ともにO型であった。2人とも内職として、特産品であり伝統工芸品でもある有松・鳴海絞りの絞り括りの工程を仕事としていた。
ぎんは1913年、21歳の時に農家の息子と見合い結婚し、養蚕の仕事に精を出すことになる。蟹江家は農業のかたわら、養蚕を営んで繭を売っていたため、初夏から夏の終わり頃までは普段生活する部屋も蚕棚で埋め尽くされていた。その後、日中戦争により中国から輸入していた鶏の餌が途絶え、養鶏業を辞めざるを得なくなった。

### メディア露出
1991年（平成3年）に数え年100歳を迎え、当時の鈴木礼治愛知県知事と西尾武喜名古屋市長から、2人揃って長寿の祝いを受け、「あんたもしっかりやりゃあよ（あなたもしっかりしなさいよ）」と答えたことが新聞に紹介された。
これがきっかけで、1992年（平成4年）正月よりダスキンのテレビCMに起用され、「きんは100歳100歳、ぎんも100歳100歳。ダスキン呼ぶなら100番100番」のキャッチコピーと双子姉妹の存在は全国的に知られるようになる。ただしCMはすぐに別バージョンに切り替わった。
その後も通信販売情報誌「通販生活」のCMや、AMラジオ局ニッポン放送のAMステレオ放送開始宣伝にも出演し、3月24日には参議院の国会質問で、当時参議院議員を務めていた西川きよしが取り上げるなど話題になり、日本国外でも報道された。2月には『きんちゃんとぎんちゃん』（作詞：松本礼児、作曲：穂口雄右）でCDデビューし、それまで浦辺粂子が持っていた日本最高齢でのレコードデビュー記録を大幅に更新した。楽曲はオリコン39位を記録し、オリコン史上最高齢でのチャートイン記録となった。名鉄百貨店では4月に「きんさんぎんさんグッズコーナー」を設け、同年11月までの売上は2,300万円に達した。7月17日には2枚目のシングルCDとなる『きんさん、ぎんさんの101回目の誕生日』を発売。9月15日の敬老の日には、NHK総合テレビがドキュメンタリー番組『きんさんぎんさん 100歳の時間（とき）』を放映し、ビデオリサーチ調べ・名古屋地区で31.0%の視聴率を記録した。1992年の新語・流行語大賞の年間大賞および語録賞にも選出され、1992年のテレビ出演回数は延べ40回近くに上った。この年、100歳を越えて初めて確定申告を経験した。
1992年12月（100歳）と1998年（平成10年）12月（106歳）の2回にわたり、テレビ朝日のトーク番組『徹子の部屋』にゲスト出演している。2024年（令和6年）現在も、歴代の徹子の部屋のゲストの中で最年長の記録を保っている。この時の映像は、同番組の秘蔵ライブラリー第3回（2010年6月24日放送）でも再放送された。
1993年（平成5年）には、春の園遊会に招かれ、普段は口数の多い2人も天皇の前では緊張して何も言えなかった。さらに東海テレビ制作のフジテレビ系列『金曜ドラマシアター』（→『金曜エンタテイメント』、現・『金曜プレミアム』枠）『名古屋嫁入り物語』シリーズにも特別出演したほか、敬老の日スペシャルゲストとしてフジテレビ『笑っていいとも!』にも、自宅からの中継で出演している。年末には、『第44回NHK紅白歌合戦』（NHK総合・ラジオ第1）に応援ゲストとして出演した。
1995年（平成7年）には、「金銀婆婆」と呼ばれ人気を得ていた台湾へ招かれ、102歳にして初めての海外旅行をした。台湾では高速道路をパトカーが先導した。この時、ぎんは「（名古屋弁が）通じればええけどね」と語っていた。
放送大学の平澤彌一郎教授による足の裏の調査を受けたことを契機に、きんは放送大学の科目履修生となり、平澤の講義を履修した。全国各地でイベントに参加をしたり、きんは民生委員も務めるなど、亡くなる直前まで芸能活動や慰問を続けた。
1997年（平成9年）には、日本最大のウォーキングイベント「第20回日本スリーデーマーチ（埼玉県東松山市）」に揃って参加し、市役所前に国指定天然記念物「根尾谷淡墨ザクラ」の苗木の記念植樹を行った。
2000年（平成12年）1月23日11時3分、きんが心不全のため死去した。前日もテレビ局の取材を受け自ら入浴し、食事も取っていたが、翌朝起床後に「食べたくない」「眠てえで、もうちょっと寝てるわあ（眠たいから、もうちょっと寝るわ）」と言って再び目を閉じ、30分後にそのまま息を引き取った。107歳と175日没。翌2001年（平成13年）2月28日1時50分にはぎんが老衰のため死去した。108歳と211日没。

## 家族

### 成田きん
きんは4男7女を出産した。初めは女子ばかりが生まれ、跡継ぎの男子を望む姑から責め立てられたという。ようやく男子に恵まれるも、女子を相次いで失う不幸に見舞われ、11人のうち5人が生後すぐに死亡した。大正世代の息子2人は日中戦争の戦場に出征し無事帰還したが、長男は金を無心することがあり、包丁を持って暴れることがあった。そのため、晩年は長男を勘当して自宅を引き払い、四男の元に身を寄せた。2000年のきんの死去時点で、子が6人、孫が11人（内孫2人、外孫9人）、曾孫7人、玄孫が1人いた。2024年2月の時点で、93歳の四男が存命している。

### 蟹江ぎん
ぎんは5人の娘を出産した（全員大正生まれ）。幼くして亡くなった次女を除く4人の娘はいずれも長命で、2011年（平成23年）から『ぎんさんの娘・四姉妹』としてメディアに登場するようになった。2012年（平成24年）2月20日には母と伯母も出演した『徹子の部屋』に長女（97歳）、三女（93歳）、四女（90歳）、五女（88歳）の4人が揃って出演し、2月28日には朝日放送の『たけしの健康エンターテインメント!みんなの家庭の医学』に出演し4人の長寿が特集された。また、2018年（平成30年）3月18日のダスキンの新聞広告にも、三女（99歳）と五女（94歳）が起用された。2017年に四女、2018年12月17日に五女が死去し、2023年10月に三女も亡くなった。死去日は不明だが三女死去時点で長女も故人であった。なお、1959年（昭和34年）の伊勢湾台風で犠牲となった孫がいる。

## 人物
2人の幼少期には「双子は縁起が悪い」とする慣習が強く残っており、学校でもいじめの対象となった。そのため、1日交代で学校に通って授業内容を教え合うなどしていたという。
2人は別々の家に住んでいたにもかかわらず、ぎんはきんの死去した日に「何か調子が悪い」と体調不良を訴えた。
2001年のエイプリルフールのジョーク記事として、東京新聞に「きんさんぎんさんの三つ子の妹『どうさん』が移住先のブラジルで亡くなっていた」という記事が掲載された。
「尊敬する政治家」として、2人とも愛知県選出の海部俊樹の名を挙げている。なお、海部はきんの葬儀委員長を務めた。
多い時にはファンレターやプレゼントが1日30通届き、ブラジルやドイツからのファンレターもあった。また1990年代前半はまだ個人情報の保護の概念が薄かったため、面識のない人が自宅に来た時にもきんは断らずに自宅に招き入れた。
100歳になってメディアに出演するようになって大金が入った際、「お金を何に使いますか?」という問いに対して、2人揃って「老後の蓄えにします」とユーモアで答えた。
きんとぎんの愛唱歌は『リンゴの唄』（並木路子、霧島昇）。フジテレビの特別番組で並木との共演が実現し、3人で同曲を合唱した。
NHK『週刊こどもニュース』のタイトル文字は、2005年まで2人が書いたものを用いていた（2005年以降の題字は松井秀喜が書いたもの）。
1992年3月31日放送のフジテレビ『第11回爆笑!スターものまね王座決定戦スペシャル』では、コロッケと対戦した栗田貫一がきんとぎんの1人2役でのものまねをして『三百六十五歩のマーチ』（水前寺清子）を歌うネタを披露し、勝利を収めた（栗田がコロッケに勝利したのはこの回が最初で最後である。コロッケはこの回を最後に番組から降板）。

### 認知症の改善
姉妹はマスコミで取り上げられ始めたころは全白髪であったが、メディアに取り上げられるにつれ黒髪が増えていったことが確認されている。また、マスコミに取り上げられる以前は中度の認知症であったとされるが、マスコミに取り上げられるにつれて著名人やリポーターの取材を受けたり、全国各地を旅行するために筋力トレーニングに励んだ結果、リポーターの質問に的確に応答し、ドラマ出演時に台詞を記憶するなど症状が改善した。この事例は医学会でも注目され、認知症の予防には、常に新しい経験と刺激、また下半身を中心とした筋力トレーニングによる脳への刺激が有効であることの実証例として、テレビ番組『特命リサーチ200X』で紹介された。
認知症改善のきっかけとなった下半身の筋力アップのトレーニングは、きんのトレーナーを務めた久野接骨院院長の久野信彦が2008年（平成20年）12月に出版した『老筋力』（祥伝社）に詳細が記されている。その中で、きんは「ハムストリングス強化運動」と呼ばれる筋肉トレーニングなどを行い、下半身の血管を刺激するミルキング効果を向上させることで、血液循環が良化して認知症の改善につながったものとされている。

## 音楽

### シングル
- きんちゃんとぎんちゃん（1992年2月21日発売、ポニーキャニオン）※ きんちゃん、ぎんちゃん&セタガヤン・プチット名義
  - 初回プレス2万枚[28]。1992年12月時点で10万枚の売上[15]。
- きんさん、ぎんさんの101回目の誕生日（1992年7月17日発売、ポニーキャニオン）※ きんさん、ぎんさん&AMVOX SINGERS名義
  - 1992年12月時点で6万枚の売上[15]。
- ケンとチャコの東京恋物語（1994年10月21日発売、日本クラウン）※ケンちゃん（宮脇康之）&チャコちゃん（松下桂子）名義。ジャケットに「友情参加 きんさんぎんさん」と記載
- 名古屋平成音頭（1998年11月21日発売、日本コロムビア）※ 南条茂&きんさん ぎんさん名義

### 参加アルバム
- きんさん・ぎんさんがえらんだ よいこにきかせたいわらべうた・日本の唱歌（1992年10月21日発売、アポロン）
  - コンピレーション・アルバム。1トラック目「よいこのみなさんへ　きんさん・ぎんさんより」にメッセージ収録。

## 写真集
- いまがしあわせ―写真集 きんさん、ぎんさん100年の旅（1992年5月発行、風媒社）
  - 1992年12月時点で3万部近くを発行[15]。
- 夢がたり―きんさんぎんさんありがとう（2002年6月発行、志考社）